# Galluzzo

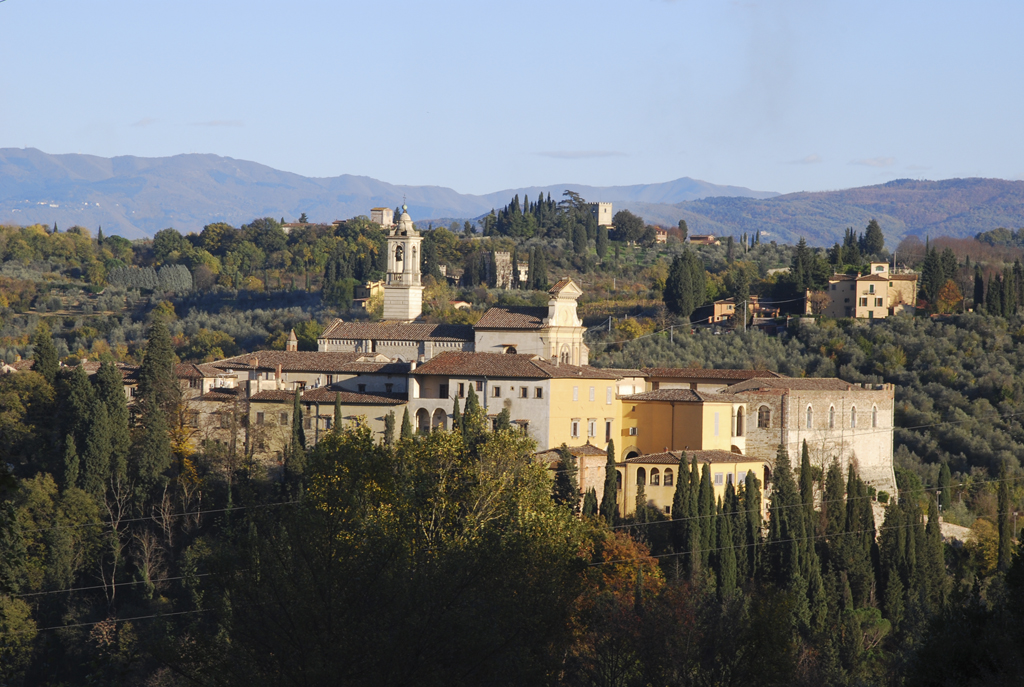
Galluzzo: Kartuziánský klášter.

Galluzzo je předměstská část Florencie, leží v její nejjižnější části.
Je známá především pro slavný Kartuziánský klášter (Certosa di Firenze nebo Certosa del Galluzzo), založený roku 1342 Niccolem Acciaiolim.

## Kultura
Galluzzo je zmíněno Dantem Alighierim v XVI. zpěvu (verše 52-55) Božské komedie.